# Вальер (Крёз)
Валье́р (фр. Vallière, окс. Valièra) — коммуна во Франции, находится в регионе Лимузен. Департамент коммуны — Крёз. Входит в состав кантона Фельтен. Округ коммуны — Обюссон.
Код INSEE коммуны — 23257.

## Население
Население коммуны на 2010 год составляло 766 человек.
| 1962 | 1968 | 1975 | 1982 | 1990 | 1999 | 2010 |
| ---- | ---- | ---- | ---- | ---- | ---- | ---- |
| 1126 | 994  | 940  | 885  | 814  | 775  | 766  |

## Экономика
В 2010 году среди 449 человек трудоспособного возраста (15—64 лет) 291 были экономически активными, 158 — неактивными (показатель активности — 64,8 %, в 1999 году было 67,0 %). Из 291 активных жителей работали 250 человек (134 мужчины и 116 женщин), безработных было 41 (22 мужчины и 19 женщин). Среди 158 неактивных 43 человека были учениками или студентами, 65 — пенсионерами, 50 были неактивными по другим причинам.